# Кальцекки-Онести, Ичилио
Ичи́лио Кальце́кки-Онести (итал. Icilio Calzecchi Onesti; 1911 — 29 мая 1942) — итальянский офицер, танкист во время Второй мировой войны. Кавалер высшей награды Италии за подвиг на поле боя — золотой медали «За воинскую доблесть» (посмертно).

## Биография
Родился в 1911 году в коммуне Предаппио (Королевство Италия). После окончания лицея в городе Анкона, 2 ноября 1931 года был принят в школу Сполето.
В 1932 году присвоено звание лейтенанта, назначен 93-й пехотный полк. В марте 1934 года направлен в Бенгази, где сначала проходил службу в 15-м эритрийском батальоне, затем в 9-м ливийском батальоне и наконец, в июле 1934 года — в 4-м колониальном пехотном полку.
Добровольцем участвовал в эфиопской кампании, в 1936 году переведён в 23-й пехотный полк, повышен до лейтенанта регулярной армии (итал. Tenente in s.p.e.; servizio permanente effettivo).
Переведён в 33-й танковый полк, затем в сентябре 1941 года — в 133-ю танковую дивизию «Литторио». С февраля 1942 года участвовал в Североафриканской компании в звании капитана. 29 мая 1942 года командир 11-го танкового батальона 133-го танкового полка 101-й моторизованной дивизии «Триесте» капитан Ичильо Кальзекки Онести погиб в битве при Бир Хакейме.
Посмертно награждён золотой медалью «За воинскую доблесть».

Ufficiale addetto al comando di grande unità, chiedeva insistentemente ed otteneva il comando di una compagnia carri in operazione. Incaricato di attaccare in accompagnamento di un reggimento di fanteria motorizzata, una posizione nemica molto ben munita di artiglieria ed armi controcarro, dopo aver superato con perizia un campo minato, risolutamente affrontava il nemico che vigorosamente reagiva col fuoco e con i mezzi blindati di armamento e corazzatura superiori. Riuscito ad addentrarsi in profondità nello schieramento nemico, veniva ferito al braccio sinistro da un colpo anticarro che gli immobilizzava il proprio carro comando. Montato su un altro carro, persisteva nella lotta; colpito nuovamente, alla spalla sinistra, rifiutava ogni cura, sollecito solo di dare impulso all’azione. Ferito infine mortalmente al petto da colpo anticarro si preoccupava solo del proprio equipaggio al quale continuava a prodigare assistenza fino all’estremo della propria esistenza. Il nemico ammirato, rendeva l’onore delle armi al valoroso caduto.
Regione Got el Ualeb, Marmarica, 29 maggio 1942.
— Из представления к награде

## Награды
- Золотая медаль «За воинскую доблесть» (посмертно)

## Память
17 мая 1960 года одна из улиц Римини названа именем Ичилио Кальцекки-Онести. В его честь назван 9-й танковый батальон.

## Семья
Вдова Ада и две дочери проживали в Римини.